# Коаловые
Коа́ловые (ранее — коалы, лат. Phascolarctidae) — семейство двурезцовых сумчатых, содержащее один современный вид — коалу (Phascolarctos cinereus). Название типового рода Phascolarctos происходит от лат. phasco — «сумка» и др.-греч. arctos — «медведь». К середине XX века это был единственный известный вид рода, который иногда относили к семейству кускусовых (Phalangeridae). Затем наступил период масштабных исследований ископаемых остатков в Южной Австралии и Квинсленде, в результате чего семейство коаловых пополнилось многими впервые описанными видами и несколькими родами. Некоторые из них ещё не имеют названия, а некоторые известны только по отдельным молярам.

## Этимология
Наименование семейства восходит к названию единственного современного рода коаловых — коалы. Слово коала (англ. koala) происходит от даракского слова gulawan или его укороченной формы gula. Первоначально транскрибированное на латинский шрифт как cullawine, его постепенно вытеснил вариант koola. Хотя гласная /u/ была первоначально написана в английской орфографии как «оо», она, возможно по ошибке, было изменена на «oa». Ошибочно считалось, что это слово означало «не пьёт».

## Ареал
Современный ареал коаловых включает в себя прибрежные районы на востоке и юге Австралии, на территории от Аделаиды на севере, до южной части полуострова Кейп-Йорк. Также они распространены в регионах с достаточным количеством влаги для поддержки подходящих коаловым лесов. Коаловые штата Южная Австралия были в значительной степени уничтожены в течение первой половины XX века, но с помощью особей из штата Виктория, популяция коаловых в Южной Австралии восстановлена. В начале XX века они были завезены в Янчеп в Западной Австралии, а также на ряд островов у побережья Квинсленда, в том числе острове Кенгуру и Магнитный остров, который предположительно является самой северной оконечностью современного ареала коаловых. Общая площадь ареала коаловых составляет около 1 000 000 км² и включает в себя не менее 30 биогеографических регионов.
Ареал ископаемых коаловых, кроме вышеперечисленных территорий включал южное побережье Австралии, самой западной точкой на севере Австралии по состоянию на 2014 год считался Риверслей на северо-западе Квинсленда, а самой удалённой от берега — Lake Ngapakaldi to Lake Palankarinna Fossil Area, в северной части Южной Австралии.

## Классификация
По состоянию на 2014 год в различных работах рассматривалось деление семейства коаловых на 8—10 родов и 13—22 видов. Ниже приведена одна из возможных классификаций:
- † ?Род Cundokoala
  - † Cundokoala yorkensis
- † Род Nimiokoala
  - † Nimiokoala greystanesi
- † Род Invictokoala[9]
  - † Invictokoala monticola
- † Род Madakoala
  - † Madakoala robustus
  - † Madakoala wellsi
  - † Madakoala devisi
- † Род Litokoala
  - † Litokoala garyjohnstoni
  - † Litokoala kutjamarpensis
  - † Litokoala kanunkaensis
- † Род Koobor
  - † Koobor jimbarrati
  - † Koobor notabilis
- † Род Perikoala
  - † Perikoala palankarinnica
  - † Perikoala robustus
- Род Phascolarctos — Коалы
  - † Phascolarctos maris
  - Phascolarctos cinereus — Коала
  - † Phascolarctos stirtoni